# 手広
手広（てびろ）は、神奈川県鎌倉市の大字、現行行政地名は手広一丁目から手広六丁目と大字手広。住居表示は一丁目から六丁目は実施済み区域、大字手広は未実施区域。
旧鎌倉郡手広村、明治22年（1885年）に深沢村と合併し、深沢村の大字になる。その後、昭和23年（1948年）に深沢村が鎌倉市と合併したため以降は鎌倉市の大字となっている。

## 地理
手広は南部が丘陵、北部が平地となっている。昭和30年代ごろまでは北部は農地や林が多かったが、昭和60年代初頭には農地のほとんどが宅地化された。北部を同市笛田、東部を鎌倉山、南部を津・西鎌倉と接し、西部を藤沢市川名と接する。付近を柏尾川と柏尾川支流の手広川が流れるが、治水対策が不十分だった近世期にはたびたび洪水や旱魃の被害を受けた。地名の由来については未詳だが、『鎌倉の地名由来辞典』では地形に由来するものではないかと論じている。

### 地価
住宅地の地価は、2023年（令和5年）1月1日の公示地価によれば、手広4-36-20の地点で15万2000円/m2となっている。

## 歴史

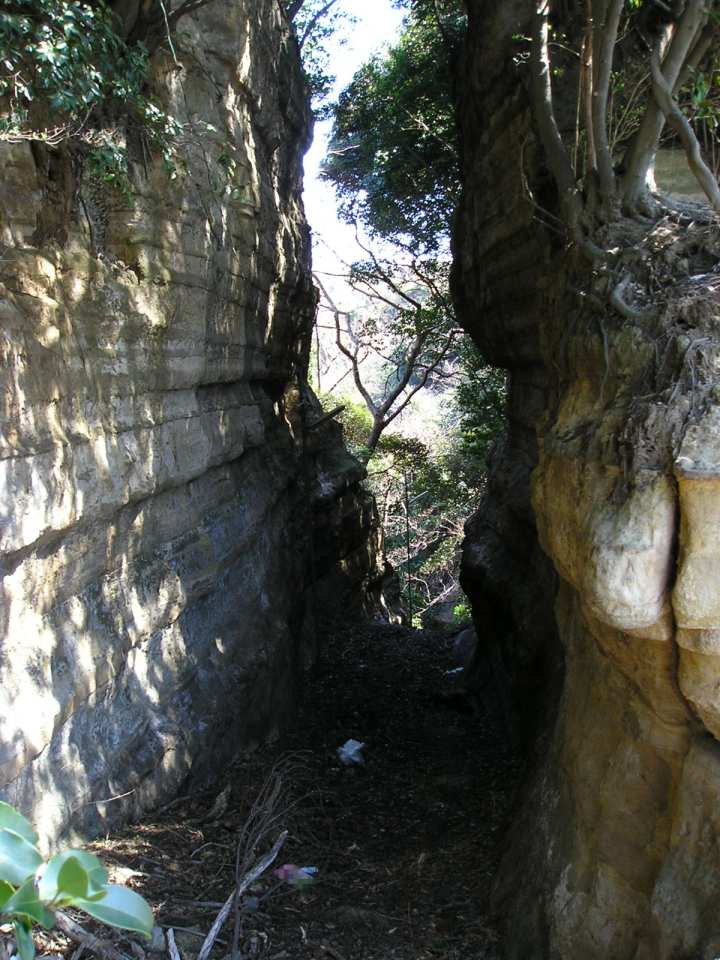
谷戸坂の切り通し（津村方面より撮影）

小字八反目付近に縄文時代から平安時代にかけての住居跡（手広八反目遺跡、現神奈川県立深沢高等学校敷地内）が残るなど、古くから集落が存在した。もともとは津村郷に含まれていたが、中世期に津村から分村し独立したようである。
「手広」という地名が文献上に初めて現れるのは天正19年（1591年）の「徳川家康寺領寄進状案」で、内容は「手広村のうち25石を青蓮寺に与える」というものであった。
手広村は慶長18年（1613年）、前述の青蓮寺領を除く310石余が大岡忠吉に与えられ、以降は川越藩・彦根藩領となった幕末の一時期を除き版籍奉還まで大岡氏の所領下におかれた。なお手広村は近世期の地方文書が数多く残されており、これらの文書から近世期の手広村がどのような村落経営を行っていたかが研究されている。なおこれらの地方文書は『鎌倉近世史料 手広編』にまとめられている。
隣接する笛田村とは農業用水の確保をめぐり江戸時代からたびたび訴訟を繰り返した。これらのうち明治7年(1874年)に始まった訴訟は特に大規模なものとなり、4度にわたる大審院判決を経て、明治27年（1894年）に「手広村と笛田村が共同でため池（夫婦池）をつくり共同管理する」という結論が出てようやく決着した。この訴訟の決着を記念した石碑が青蓮寺に残る。

## 世帯数と人口
2023年（令和5年）9月1日現在（鎌倉市発表）の世帯数と人口は以下の通りである。
| 大字・丁目 | 世帯数    | 人口    |
| ---------- | --------- | ------- |
| 手広       | 41世帯    | 88人    |
| 手広一丁目 | 277世帯   | 659人   |
| 手広二丁目 | 481世帯   | 1,190人 |
| 手広三丁目 | 341世帯   | 828人   |
| 手広四丁目 | 581世帯   | 1,422人 |
| 手広五丁目 | 376世帯   | 810人   |
| 手広六丁目 | 99世帯    | 211人   |
| 計         | 2,196世帯 | 5,208人 |

### 人口の変遷
国勢調査による人口の推移。
| 年                 | 人口  |
| ------------------ | ----- |
| 1995年（平成7年）  | 5,209 |
| 2000年（平成12年） | 5,269 |
| 2005年（平成17年） | 5,264 |
| 2010年（平成22年） | 5,183 |
| 2015年（平成27年） | 4,845 |
| 2020年（令和2年）  | 5,230 |

### 世帯数の変遷
国勢調査による世帯数の推移。
| 年                 | 世帯数 |
| ------------------ | ------ |
| 1995年（平成7年）  | 1,814  |
| 2000年（平成12年） | 1,931  |
| 2005年（平成17年） | 2,045  |
| 2010年（平成22年） | 2,084  |
| 2015年（平成27年） | 1,954  |
| 2020年（令和2年）  | 2,150  |

## 学区
市立小・中学校に通う場合、学区は以下の通りとなる（2017年7月時点）。
| 大字・丁目 | 番地 | 小学校               | 中学校             |
| ---------- | ---- | -------------------- | ------------------ |
| 手広       | 全域 | 鎌倉市立西鎌倉小学校 | 鎌倉市立手広中学校 |
| 手広一丁目 | 全域 | 鎌倉市立西鎌倉小学校 | 鎌倉市立手広中学校 |
| 手広二丁目 | 全域 | 鎌倉市立西鎌倉小学校 | 鎌倉市立手広中学校 |
| 手広三丁目 | 全域 | 鎌倉市立西鎌倉小学校 | 鎌倉市立手広中学校 |
| 手広四丁目 | 全域 | 鎌倉市立西鎌倉小学校 | 鎌倉市立手広中学校 |
| 手広五丁目 | 全域 | 鎌倉市立西鎌倉小学校 | 鎌倉市立手広中学校 |
| 手広六丁目 | 全域 | 鎌倉市立西鎌倉小学校 | 鎌倉市立手広中学校 |

## 事業所
2021年（令和3年）現在の経済センサス調査による事業所数と従業員数は以下の通りである。
| 大字・丁目       | 事業所数  | 従業員数 |
| ---------------- | --------- | -------- |
| 手広・手広一丁目 | 36事業所  | 313人    |
| 手広二丁目       | 22事業所  | 99人     |
| 手広三丁目       | 30事業所  | 217人    |
| 手広四丁目       | 16事業所  | 55人     |
| 手広五丁目       | 10事業所  | 75人     |
| 手広六丁目       | 22事業所  | 640人    |
| 計               | 136事業所 | 1,399人  |

### 事業者数の変遷
経済センサスによる事業所数の推移。
| 年                 | 事業者数 |
| ------------------ | -------- |
| 2016年（平成28年） | 129      |
| 2021年（令和3年）  | 136      |

### 従業員数の変遷
経済センサスによる従業員数の推移。
| 年                 | 従業員数 |
| ------------------ | -------- |
| 2016年（平成28年） | 1,188    |
| 2021年（令和3年）  | 1,399    |

## 交通

### 道路
- 神奈川県道32号藤沢鎌倉線
- 神奈川県道304号腰越大船線

## 施設
- 神奈川県立深沢高等学校
- 鎌倉市立手広中学校
- 熊野神社
- 東レ医薬研究所・先端融合研究所

## その他

### 日本郵便
- 郵便番号 : 248-0036[3]（集配局 : 鎌倉郵便局[18]）。